# De Korenaar (Sexbierum)
De Korenaar is een korenmolen in Sexbierum in de Nederlandse provincie Friesland.
De molen werd in 1868 gebouwd en was vroeger ook als pelmolen ingericht. In 1968, 1991 en 2006 vonden restauraties plaats. De molen is particulier eigendom, de eigenaar is tevens vrijwillig molenaar en stelt de molen regelmatig in bedrijf.
De inrichting van de molen bestaat uit twee koppels maalstenen. De roeden van het wiekenkruis zijn ongeveer 21,80 meter lang en zijn voorzien van het Oudhollands hekwerk met zeilen.

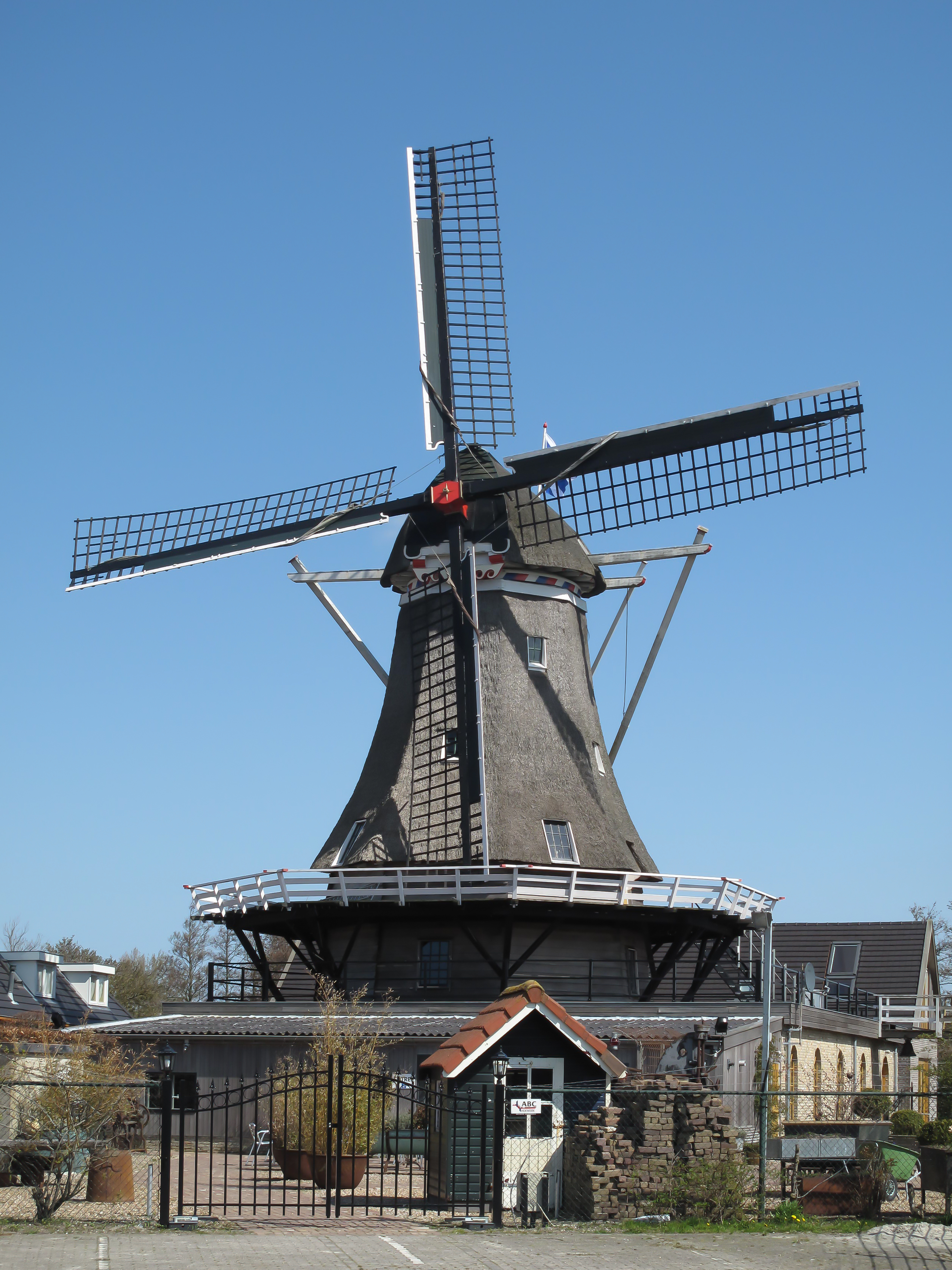
Sexbierum, korenmolen de Koorenaar